# Caráter ácrico
O caráter ácrico é uma característica de alguns tipos de solo em que este possui maior quantidade de cargas positivas do que negativas, diminuindo a capacidade da troca de cátions. São materiais existentes no solo contendo quantidades iguais ou menores que 1,5 cmolc/kg de argila de bases trocáveis (Ca2+, Mg2+, K+ e Na+) mais Al3+ extraível por KCl 1N e que preencha pelo menos uma das seguintes condições:
a) pH KCl 1N igual ou superior a 5,0; ou
b) ΔpH positivo ou nulo ( ΔpH=pH KCl - pH H20)